# وست اند (بوستون)
وست اند (به انگلیسی: West End) یک منطقهٔ مسکونی در ایالات متحده آمریکا است که در بوستون واقع شده‌است.